# Моховое болото (заповедник)
Моховое болото — природный ландшафтно-ботанический микрозаповедник на территории лесного массива Новобурасского лесхоза в Новобурасском районе Саратовской области.
Представляет собой переходное кочкарно-торфяное низинное (эвтрофное) болото. Координаты: +52°11’3", +46°9’57" (G|Y|W). Урочище «Моховое болото» признано уникальным ландшафтным комплексом для южной лесостепи Саратовской области и всего южного лесостепья Приволжской возвышенности и представляет резерват северных элементов флоры, хранилищем спорово-пыльцевых комплексов позднего голоцена.
Площадь 149,1 га, в том числе охранная зона 123, 4 га.

## Местоположение
В 3,5 км к юго-востоку от станции Бурасы, к югу от урочища Абалиха, в 55-м, 64-м кварталах лесного массива Ново-бурасского лесничества Новобурасского лесхоза на плоской поверхности Волго-Медведицкого водораздела Приволжской возвышенности.

## Описание
Расположено на равнине с юго-восточным направлением уклона поверхности. Микрорельеф болота неровный, кочковатый. Хаотично расположенные кочки, образованные осокой, чередуются с узкими, извилистыми понижениями (ложбинами) различной длины или замкнутыми колодцами. Понижения иногда до половины заполнены водой. Перепад между днищем ложбины и поверхностью кочки достигает обычно 40—60 см по краевым частям болота. Ближе к середине болота перепад высот несколько увеличивается и может достигать 1 м. Древесная растительность представлена небольшими деревцами березы пушистой — редкого для Саратовской области северного элемента флоры. По всему болоту хорошо развит моховой покров. Мхи дрепанокладий и аулакомниум дали название болоту. В травяном ярусе очень обильна осока пузырчатая, встречаются заросли из тростника обыкновенного. Из типично болотных видов отметим сабельник болотный, подмаренник болотный, кипрей болотный, вейник сероватый, мятлик болотный, чистец болотный, хвощ приречный.
Болото окружено лесным массивом, в котором основными лесообразующими породами являются дуб обыкновенный, береза бородавчатая, липа сердцевидная. В травяном ярусе присутствуют тимофеевка луговая, василек ложнофригийский, гирча тмино.шетная, купырь лесной, пиретрум щитковый и другие типично лесные травы.

## Режим охраны
Запрещается нарушение гидрологического режима, сбор редких растений и их частей; иные виды хозяйственной деятельности и природопользования, препятствующие сохранению, восстановлению и воспроизводству природных комплексов и их компонентов.
В пределах охранной зоны запрещается нарушение гидрологического режима, проезд вне существующей дорожной сети, прокладка новых дорог и различных коммуникаций, сбор редких растений и их частей, применение ядохимикатов, выпас скота, распашка; иные виды хозяйственной деятельности, препятствующие сохранению, восстановлению и воспроизводству природных комплексов и их компонентов.

## Использование
Развит туризм (пеший), есть однодневные автобусные туристические туры к болоту из Саратова.